# WCW Road Wild
Road Wild était une manifestation télédiffusée de catch visible uniquement en paiement à la séance produite par la World Championship Wrestling organisée de 1996 à 1999. Il se déroulait à Sturgis au Dakota du Sud pendant l'annuel Sturgis Motorcyle Rally. Le premier show était appelé Hog Wild mais la WCW a changé le nom en Road Wild à la suite d'une éventuelle poursuite en justice avec le groupe Harley-Davidson pour la marque déposée. En 2000, il était remplacé par New Blood Rising.

## Hog Wild
Hog Wild s'est déroulé le 10 août 1996 au Sturgis Motorcycle Rally de Sturgis, Dakota du Sud. Cet évènement s'est déroulé un samedi, le seul PPV en date à s'être tenu un samedi.
- Saturday Night match : The Public Enemy (Rocco Rock et Johnny Grunge) def. Dick Slater et Mike Enos (3:47)
  - Rock a effectué le tombé sur Enos.
- Saturday Night match : Konnan def. Chavo Guerrero, Jr. (4:24)
  - Konnan a effectué le tombé sur Guerrero.
- Saturday Night match : The Nasty Boys (Brian Knobbs et Jerry Sags) def. High Voltage (Robbie Rage et Kenny Kaos) (3:22)
  - Knobbs a effectué le tombé sur Kaos.
- Saturday Night match : Alex Wright def. Bobby Eaton (0:30)
  - Wright a effectué le tombé sur Eaton.
- Saturday Night match : The Dungeon of Doom (Kevin Sullivan, Meng, et The Barbarian) def. Joe Gomez, Jim Powers, et Mark Starr (3:06)
  - Meng a effectué le tombé sur Starr.
- Saturday Night match : David Taylor def. Mr. JL (2:37)
  - Taylor a effectué le tombé sur JL.
- Saturday Night match : Diamond Dallas Page def. The Renegade (6:53)
  - Page a effectué le tombé sur Renegade.
- Saturday Night match : Arn Anderson def. Hugh Morrus (0:40)
  - Anderson a effectué le tombé sur Morrus.
- Rey Misterio, Jr. def. The Ultimate Dragon pour conserver le WCW Cruiserweight Championship (11:35)
  - Misterio a effectué le tombé sur Dragon.
- Scott Norton def. Ice Train (5:05)
  - Norton a fait abandonner Train.
- Madusa def. Bull Nakano (5:00)
  - Madusa a effectué le tombé sur Nakano.
- Chris Benoit (w/Woman et Miss Elizabeth) def. Dean Malenko (26:55)
  - Benoit a effectué le tombé sur Malenko avec un roll-up.
- Harlem Heat (Booker T et Stevie Ray) def. The Steiner Brothers (Rick et Scott) pour conserver le WCW World Tag Team Championship (17:53)
  - Booker a effectué le tombé sur Scott.
- Ric Flair (w/Woman et Miss Elizabeth) def. Eddie Guerrero pour conserver le WCW United States Championship (14:14)
  - Flair a effectué le tombé sur Guerrero.
- The Outsiders (Scott Hall et Kevin Nash) def. Lex Luger et Sting (14:36)
  - Hall pinned Luger.
- Hollywood Hogan def. The Giant pour remporter le WCW World Heavyweight Championship (14:55)
  - Hogan a effectué le tombé sur Giant après l'avoir frappé avec le titre.
  - Après le match, Hogan, Scott Hall, & Kevin Nash taggait le signe “nWo” sur le titre de la WCW.

## 1997
Road Wild 1997 s'est déroulé le 9 août 1997 au Sturgis Motorcycle Rally de Sturgis, Dakota du Sud.
- Harlem Heat (Booker T et Stevie Ray) def. Vicious and Delicious (Buff Bagwell et Scott Norton) (w/Vincent) (10:20)
  - Booker a effectué le tombé sur Norton après deux Harlem Sidekicks.
- Konnan def. Rey Misterio, Jr. dans un Mexican Death match (10:20)
  - Konnan a fait abandonner Misterio avec le Tequila Sunrise.
- Steve McMichael et Chris Benoit def. Jeff Jarrett et Dean Malenko dans un Elimination match (9:36)
  - McMichael a effectué le tombé sur Jarrett (7:11)
  - McMichael a effectué le tombé sur Malenko après un Tombstone Piledriver (9:36)
- Alex Wright def. Chris Jericho pour conserver le WCW Cruiserweight Championship (13:03)
  - Wright a effectué le tombé sur Jericho avec un roll-up.
- Ric Flair def. Syxx (11:06)
  - Flair a effectué le tombé sur Syxx avec ses pieds dans les cordes.
- Curt Hennig def. Diamond Dallas Page (w/Kimberly Page) (9:41)
  - Hennig a effectué le tombé sur Page avec une Hennig-Plex.
- The Giant def. Randy Savage (6:05)
  - Giant a effetcué le tombé sur Savage après un chokeslam.
- The Steiner Brothers (Rick et Scott) (w/Ted DiBiase) def. WCW World Tag Team Champions The Outsiders (Scott Hall et Kevin Nash) par disqualification (15:29)
  - The Outsiders était disqualifiés après que Nash balançait l'arbitre en dehors du ring, The Outsiders conservaient les titres.
- Hollywood Hogan def. Lex Luger pour remporter le WCW World Heavyweight Championship (16:15)
  - Hogan a effectué le tombé sur Luger après qu'un faux Sting (Dennis Rodman en costume de Sting) frappait Luger avec une batte de baseball.

## 1998
Road Wild 1998 s'est déroulé le 8 août 1998 au Sturgis Motorcycle Rally de Sturgis, Dakota du Sud. 
- Meng def. The Barbarian (w/Jimmy Hart) (4:48)
  - Meng a effectué le tombé sur Barbarian avec un Tongan Death Grip.
- The Public Enemy (Rocco Rock et Johnny Grunge) def.Disco Inferno et Alex Wright (w/Tokyo Magnum) (15:27)
  - Grunge a effectué le tombé sur Inferno après que Magnum l'a accidentellement porté un splash.
- Saturn def. Raven (w/Lodi) et Chris Kanyon dans un Triangle Raven's Rules match (12:26)
  - Saturn a effectué le tombé sur Raven après un Death Valley Driver.
- Rey Misterio, Jr. def. Psychosis (13:38)
  - Misterio a effectué le tombé sur Psychosis avec un Springboard Hurricanrana pour devenir aspirant numéro un au WCW Cruiserweight Championship.
- Stevie Ray def. Chavo Guerrero, Jr. (2:38)
  - Ray a effectué le tombé sur Guerrero.
- Steve McMichael def. Brian Adams (w/Vincent) (6:32)
  - McMichael a effectué le tombé sur Adams après un Belly to belly Piledriver.
- Juventud Guerrera def. Chris Jericho (avec Dean Malenko en tant qu'arbitre spécial) pour remporter le WCW Cruiserweight Championship (16:24)
  - Guerrera a effectué le tombé sur Jericho après un Frankensteiner.
- Goldberg a remporté une bataille royale comprenant : The Giant, Scott Hall, Curt Hennig, Konnan, Lex Luger, Kevin Nash, Scott Norton, and Sting (7:58)
  - Goldberg l'a emporté en battant en dernier le Giant.
  - Les éliminations n'étaient pas tombées ou passage par-dessus la troisième corde.
- Diamond Dallas Page et Jay Leno (w/Kevin Eubanks) def. Hollywood Hogan et Eric Bischoff (avec The Disciple et Miss Elizabeth) (14:34)
  - Leno a effectué le tombé sur Bischoff après qu'Eubanks a porté un Diamond Cutter.
- À la fin du show, Travis Tritt a fait un petit concert.

## 1999
Road Wild 1999 s'est déroulé le 14 août 1999 au Sturgis Motorcycle Rally in Sturgis, Dakota du Sud. 
- Rey Mysterio, Jr., Billy Kidman et Eddie Guerrero def. Vampiro et The Insane Clown Posse (Violent J et Shaggy 2 Dope) (12:22)
  - Kidman a effectué le tombé sur Dope après un Shooting star press.
- Harlem Heat (Booker T et Stevie Ray) def. Kanyon et Bam Bam Bigelow pour remporter le WCW World Tag Team Championship (13:06)
  - Ray a effectué le tombé sur Bigelow après un Missile Dropkick de Booker.
- The Revolution (Saturn, Shane Douglas et Dean Malenko) def. The West Texas Rednecks (Barry Windham, Curt Hennig et Bobby Duncum, Jr.) (w/Kendall Windham) (10:57)
  - Saturn a effectué le tombé sur Duncum après un Death Valley Driver.
- Buff Bagwell def. Ernest Miller (en) (w/Sonny Onoo) (7:24)
  - Bagwell a effectué le tombé sur Miller après que celui-ci est entré en collision avec Onoo.
- Chris Benoit def. Diamond Dallas Page dans un No Disqualification match pour conserver le WCW United States Championship (12:14)
  - Benoit a effectué le tombé sur Page après un Diving Headbutt.
- Sid Vicious def. Sting (10:40)
  - Vicious a effectué le tombé sur Sting après un chokeslam.
- Goldberg def. Rick Steiner (5:39)
  - Goldberg a effectué le tombé sur Steiner après un Jackhammer.
- Randy Savage def. Dennis Rodman (11:30)
  - Savage a effectué le tombé sur Rodman après l'avoir frappé avec une chaîne.
- Hulk Hogan def. Kevin Nash dans un Retirement match pour conserver le WCW World Heavyweight Championship (12:16)
  - Hogan a effectué le tombé sur Nash après un Atomic Leg Drop.